# Leylah Fernandez
Leylah Annie Fernandez (* 6. September 2002 in Montreal) ist eine kanadische Tennisspielerin.

## Leben

### Karriere
Fernandez begann mit fünf Jahren mit dem Tennisspielen und bevorzugt laut ITF-Profil Hart- und Sandplätze. Bislang konnte sie auf der ITF Women’s World Tennis Tour einen Titel im Einzel und zwei im Doppel gewinnen.
Fernandez ist eine ehemalige Nummer eins der Junioren-Weltrangliste. 2018 triumphierte sie bereits bei den namhaften Porto Alegre Junior Championships und errang 2019 in Paris nach einem Erfolg im Endspiel gegen Emma Navarro den Titel in der Juniorinnenkonkurrenz der French Open. Dabei blieb sie über die gesamte Länge des Turniers ohne Satzverlust. Zuvor stand sie Anfang des Jahres schon im Finale der Australian Open, in dem sie sich Clara Tauson geschlagen geben musste.
Bereits 2016 gab Fernandez im Alter von 14 Jahren ihren Einstand auf der ITF Tour. Beim Rogers Cup 2018 in ihrer Geburtsstadt Montreal debütierte sie auf der WTA Tour, nachdem sie eine Wildcard für Qualifikation erhalten hatte. Doch musste sie sich dort in der Schlussrunde in drei Sätzen geschlagen geben. Für das einen Monat später ausgetragene Turnier in Québec erhielt Fernandez erneut eine Wildcard, diesmal aber für das Hauptfeld. Zum Auftakt gelang ihr gegen ihre Landsfrau Gabriela Dabrowski der erste Hauptrundenerfolg auf der WTA Tour, ehe sie in der zweiten Runde an Heather Watson scheiterte.
2019 konnte Fernandez in Gatineau bei einem ITF-Turnier der $25.000-Kategorie ihren ersten Profititel gewinnen und erreichte im Anschluss in Granby ein weiteres Endspiel bei einem Turnier der $80.000-Kategorie. Von den Veranstaltern des Rogers Cup 2019 wurde sie dafür mit einer Wildcard für die Hauptrunde belohnt, doch war sie dort gegen Marie Bouzková chancenlos.
2019 gab Fernandez bei der 0:4-Playoff-Niederlage gegen Tschechien ihren Einstand für die kanadische Fed-Cup-Mannschaft. Bislang hat sie für ihr Land drei Begegnungen im Einzel bestritten, von denen sie eine gewinnen konnte.
Im darauffolgenden Jahr startete Fernandez bei den Australian Open erstmals in der Qualifikation zu einem Grand-Slam-Turnier und erreichte dort auf Anhieb das Hauptfeld. Jedoch verlor sie in der ersten Runde gegen Lauren Davis. Beim Hartplatzturnier von Acapulco erzielte sie im Anschluss, ebenfalls aus der Qualifikation kommend, ihr erstes WTA-Endspiel, unterlag aber erneut Heather Watson. Nach der coronabedingten Unterbrechung der Saison, konnte Fernandez bei den US Open gegen Wera Swonarjowa ihren ersten Sieg im Hauptfeld eines Grand-Slam-Turniers verbuchen. Bei den verschobenen French Open kam sie anschließend in die dritte Runde, in der sie an Petra Kvitová scheiterte. Dennoch rückte sie durch die Siege erstmals in die Top-100 der Weltrangliste vor.
Im März 2021 gewann sie bei den Monterrey Open gegen Viktorija Golubic den ersten WTA-Titel ihrer Karriere. Mit 18 Jahren war sie die jüngste Spielerin im Hauptfeld und gewann den Titel ohne Satzverlust im gesamten Turnier.
Bei den US Open 2021 erreichte Fernandez als ungesetzte Spielerin, nach Siegen gegen Naomi Ōsaka (Weltranglisten 3.), Angelique Kerber (17.), Elina Switolina (5.) und Aryna Sabalenka (2.), das Finale, in dem sie gegen die britische Qualifikantin Emma Raducanu unterlag. Durch die Finalteilnahme stieg sie in der Weltrangliste von Platz 70 auf Platz 28.

### Familie
Fernandez’ Vater Jorge stammt aus Ecuador und ist ein ehemaliger Fußballspieler; ihre Mutter ist kanadische Staatsbürgerin philippinischer Abstammung. Ihre jüngere Schwester Bianca ist ebenfalls Tennisspielerin, ihre ältere Schwester Jodeci ist Zahnärztin.

## Erfolge

### Einzel

#### Turniersiege
| Nr. | Datum            | Turnier    | Kategorie | Belag     | Finalgegnerin      | Ergebnis        |
| --- | ---------------- | ---------- | --------- | --------- | ------------------ | --------------- |
| 1.  | 21. Juli 2019    | Gatineau   | ITF W25   | Hartplatz | Carson Branstine   | 3:6, 6:1, 6:2   |
| 2.  | 21. März 2021    | Monterrey  | WTA 250   | Hartplatz | Viktorija Golubic  | 6:1, 6:4        |
| 3.  | 6. März 2022     | Monterrey  | WTA 250   | Hartplatz | Camila Osorio      | 6:75, 6:4, 7:63 |
| 4.  | 15. Oktober 2023 | Hongkong   | WTA 250   | Hartplatz | Kateřina Siniaková | 3:6, 6:4, 6:4   |
| 5.  | 27. Juli 2025    | Washington | WTA 500   | Hartplatz | Anna Kalinskaja    | 6:1, 6:2        |

#### Finalteilnahmen
| Nr. | Datum              | Turnier | Kategorie  | Belag     | Turniersiegerin | Ergebnis |
| --- | ------------------ | ------- | ---------- | --------- | --------------- | -------- |
| 1.  | 11. September 2021 | US Open | Grand Slam | Hartplatz | Emma Raducanu   | 4:6, 3:6 |

### Doppel

#### Turniersiege
| Nr. | Datum            | Turnier  | Kategorie | Belag             | Partnerin       | Finalgegnerinnen                | Ergebnis  |
| --- | ---------------- | -------- | --------- | ----------------- | --------------- | ------------------------------- | --------- |
| 1.  | 20. Juli 2019    | Gatineau | ITF W25   | Hartplatz         | Rebecca Marino  | Hsu Chieh-yu Marcela Zacarías   | 7:65, 6:3 |
| 2.  | 26. Oktober 2019 | Saguenay | ITF W60   | Hartplatz (Halle) | Mélodie Collard | Samantha Murray Bibiane Schoofs | 7:63, 6:2 |

### Team-Wettbewerbe der ITF
| Nr. | Datum             | Turnier              | Belag             | Partner                                             | Finalgegner                                             | Ergebnis |
| --- | ----------------- | -------------------- | ----------------- | --------------------------------------------------- | ------------------------------------------------------- | -------- |
| 1.  | 12. November 2023 | Billie Jean King Cup | Hartplatz (Halle) | Marina Stakusic Gabriela Dabrowski Eugenie Bouchard | Martina Trevisan Jasmine Paolini Elisabetta Cocciaretto | 2:0      |

## Karrierestatistik und Turnierbilanz

### Dameneinzel
Die letzte Aktualisierung erfolgte nach dem WTA-Turnier in Bad Homburg 2025.
| Turnier                      | 2016             | 2017              | 2018              | 2019              | 2020              | 2021              | 2022              | 2023              | 2024      | 2025      | T / T       | S/N         | Sieg%       |
| ---------------------------- | ---------------- | ----------------- | ----------------- | ----------------- | ----------------- | ----------------- | ----------------- | ----------------- | --------- | --------- | ----------- | ----------- | ----------- |
| Australian Open              | –                | –                 | –                 | –                 | 1                 | 1                 | 1                 | 2                 | 2         | 3         | 0 / 6       | 4:6         | 40 %        |
| French Open                  | –                | –                 | –                 | –                 | 3                 | 2                 | VF                | 2                 | 3         | 1         | 0 / 6       | 10:6        | 63 %        |
| Wimbledon                    | –                | –                 | –                 | –                 | n. a.             | 1                 | –                 | 2                 | 2         | 2         | 0 / 4       | 3:4         | 43 %        |
| US Open                      | –                | –                 | –                 | –                 | 2                 | F                 | 2                 | 1                 | 1         |           | 0 / 5       | 8:5         | 62 %        |
| Doha                         | –                | a. K.             | –                 | a. K.             | –                 | a. K.             | –                 | a. K.             | VF        | AF        | 0 / 2       | 5:2         | 71 %        |
| Dubai                        | a. K.            | –                 | a. K.             | –                 | a. K.             | –                 | a. K.             | 2                 | 2         | 1         | 0 / 3       | 2:3         | 40 %        |
| Indian Wells                 | –                | –                 | –                 | –                 | n. a.             | AF                | AF                | 3                 | 2         | 2         | 0 / 5       | 5:5         | 50 %        |
| Miami                        | –                | –                 | –                 | –                 | n. a.             | Q1                | 1                 | 2                 | 3         | 3         | 0 / 4       | 3:4         | 43 %        |
| Madrid                       | –                | –                 | –                 | –                 | n. a.             | Q1                | 2                 | 1                 | 3         | 2         | 0 / 4       | 2:4         | 33 %        |
| Rom                          | –                | –                 | –                 | –                 | Q1                | Q1                | 2                 | 1                 | 1         | 3         | 0 / 4       | 2:4         | 33 %        |
| Kanada                       | –                | –                 | Q2                | 1                 | n. a.             | 1                 | 2                 | AF                | 2         |           | 0 / 5       | 4:5         | 44 %        |
| Cincinnati                   | –                | –                 | –                 | –                 | 1                 | 1                 | 1                 | Q1                | VF        |           | 0 / 4       | 3:4         | 43 %        |
| Guadalajara                  | n. a. bzw. a. K. | n. a. bzw. a. K.  | n. a. bzw. a. K.  | n. a. bzw. a. K.  | n. a. bzw. a. K.  | n. a. bzw. a. K.  | 1                 | VF                | a. K.     | a. K.     | 0 / 2       | 3:2         | 60 %        |
| Peking                       | –                | –                 | –                 | –                 | nicht ausgetragen | nicht ausgetragen | nicht ausgetragen | Q1                | 2         |           | 0 / 1       | 0:1         | 0 %         |
| Wuhan                        | –                | –                 | –                 | –                 | nicht ausgetragen | nicht ausgetragen | nicht ausgetragen | nicht ausgetragen | AF        |           | 0 / 1       | 2:1         | 67 %        |
| Olympische Spiele            | –                | nicht ausgetragen | nicht ausgetragen | nicht ausgetragen | nicht ausgetragen | 2                 | n. a.             | n. a.             | AF        | n. a.     | 0 / 2       | 3:2         | 60 %        |
| Billie Jean King Cup         | –                | –                 | –                 | PO                | RR                | RR                | RR                | S                 | VF        |           | 1 / 5       | 12:4        | 75 %        |
| Statistik                    | Statistik        | Statistik         | Statistik         | Statistik         | Statistik         | Statistik         | Statistik         | Statistik         | Statistik | Statistik | S/N         | S/N         | Sieg%       |
| Turnierteilnahmen            | 1                | 11                | 9                 | 18                | 10                | 19                | 16                | 25                | 23        | 16        | Gesamt: 148 | Gesamt: 148 | Gesamt: 148 |
| Erreichte Finals             | 0                | 0                 | 0                 | 3                 | 1                 | 2                 | 1                 | 1                 | 1         | 0         | Gesamt: 9   | Gesamt: 9   | Gesamt: 9   |
| Gewonnene Titel              | 0                | 0                 | 0                 | 1                 | 0                 | 1                 | 1                 | 1                 | 0         | 0         | Gesamt: 4   | Gesamt: 4   | Gesamt: 4   |
| Hartplatz-Siege/-Niederlagen | 0:0              | 6:5               | 5:5               | 25:12             | 18:8              | 21:10             | 15:11             | 34:16             | 14:14     | 10:8      | 148:89      | 148:89      | 62 %        |
| Sand-Siege/-Niederlagen      | 0:1              | 11:6              | 4:4               | 10:5              | 2:2               | 3:5               | 6:4               | 5:6               | 6:6       | 2:5       | 49:44       | 49:44       | 53 %        |
| Rasen-Siege/-Niederlagen     | 0:0              | 0:0               | 0:0               | 0:0               | 0:0               | 1:2               | 0:0               | 2:2               | 7:3       | 3:3       | 13:10       | 13:10       | 57 %        |
| Gesamt-Siege/-Niederlagen    | 0:1              | 17:11             | 9:9               | 35:17             | 20:10             | 25:17             | 21:15             | 41:24             | 27:23     | 15:16     | 210:143     | 210:143     | 59 %        |
| Sieg%                        | 0 %              | 61 %              | 50 %              | 67 %              | 67 %              | 60 %              | 58 %              | 63 %              | 54 %      | 48 %      | Gesamt:     | Gesamt:     | 59 %        |
| Jahresendposition            | –                | 728               | 487               | 209               | 88                | 24                | 40                | 35                | 31        |           | N/A         | N/A         | N/A         |

Zeichenerklärung: S = Turniersieg; F, HF, VF, AF = Einzug ins Finale / Halbfinale / Viertelfinale / Achtelfinale; 1, 2, 3 = Ausscheiden in der 1. / 2. / 3. Hauptrunde; RR = Round Robin (Gruppenphase); n. a. = nicht ausgetragen; a. K. = andere Kategorie; PO (Play-off) = Auf- und Abstiegsrunde im Billie Jean King Cup; K1, K2, K3 = Teilnahme in der Kontinentalgruppe I, II, III im Billie Jean King Cup.
Anmerkung: Diese Statistik berücksichtigt alle Ergebnisse im Einzel bei ITF- und WTA-Turnieren. Als Quelle dient die WTA-Seite der Spielerin. Dargestellt sind nur WTA-Turniere der Kategorien Premier Mandatory und Premier 5 (2009–2020) bzw. die WTA-Turniere der Kategorie 1000 (seit 2021).

### Damendoppel
| Turnier         | 2020 | 2021 | 2022 | 2023 | 2024 | 2025 | Karriere |
| --------------- | ---- | ---- | ---- | ---- | ---- | ---- | -------- |
| Australian Open | —    | AF   | 1    | 1    | —    | AF   | AF       |
| French Open     | 1    | AF   | 2    | F    | AF   | 2    | F        |
| Wimbledon       |      | 1    | —    | 2    | AF   | 1    | AF       |
| US Open         | —    | AF   | 2    | VF   | 1    |      | VF       |

### Juniorinneneinzel
| Turnier         | 2018 | 2019 | Karriere |
| --------------- | ---- | ---- | -------- |
| Australian Open | —    | F    | F        |
| French Open     | HF   | S    | S        |
| Wimbledon       | 2    | —    | 2        |
| US Open         | VF   | —    | VF       |

### Juniorinnendoppel
| Turnier         | 2018 | 2019 | Karriere |
| --------------- | ---- | ---- | -------- |
| Australian Open | —    | 1    | 1        |
| French Open     | 1    | AF   | AF       |
| Wimbledon       | AF   | —    | AF       |
| US Open         | 1    | —    | 1        |